# Stanley Jackson (cricket et politique)
Pour les articles homonymes, voir Stanley Jackson et Jackson.
Sir Francis Stanley Jackson, dit Stanley Jackson, est un joueur de cricket international, militaire et homme politique anglais né le 21 novembre 1870 à Leeds et mort le 9 mars 1947 à Londres. Joueur polyvalent au sein des équipes de Cambridge et du Yorkshire au cours d'une carrière qui s'étale de 1890 à 1907, il dispute 20 test-matchs avec l'Angleterre de 1893 à 1905, dont cinq en tant que capitaine. Il sert dans l'armée anglaise pendant la seconde guerre des Boers puis la Première Guerre mondiale, avant d'entamer une carrière politique : membre du Parlement du Royaume-Uni, Chairman du Parti conservateur, gouverneur du Bengale.

## Biographie

### Jeunesse et carrière sportive

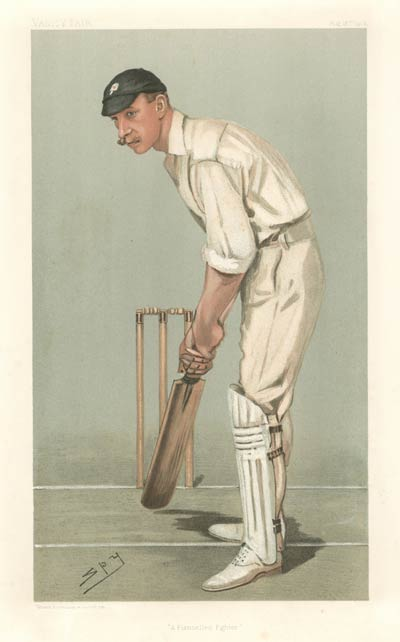
Caricature de Stanley Jackson par Leslie Ward, 1902.

Stanley Jackson naît le 21 novembre 1870 à Chapel Allerton (en). Son père, William Jackson, dont il est le septième enfant, est quelques années plus tard membre du gouvernement de Lord Salisbury. Il est éduqué à Harrow, où, comme le veut la tradition, un bizut est à son service : Winston Churchill. Il fait partie de l'équipe de cricket de l'école et dispute le match contre Eton en 1887, 1888 et 1889, la dernière fois en tant que capitaine. Il entre à Cambridge en 1889 et dispute avec le club de l'université les quatre saisons qui suivent. Il en est nommé capitaine en 1892, année où il est sélectionné dans l'équipe des « Gentlemen » (amateurs) pour le match Gentlemen v. Players. S'il se montre efficace au lancer dès ses premières années à l'université, son jeu de batteur progresse au fur et à mesure des saisons. Il débute, parallèlement à ses études, avec le Yorkshire en 1890.
Au cours de l'hiver 1892-1893, il participe à une tournée menée par Lord Hawke (en) en Inde. En 1893, Jackson est à nouveau capitaine de Cambridge, et il accepte d'intégrer le prince indien Ranji dans l'équipe, alors qu'il n'avait pas été impressionné par son style de jeu l'année précédente. Dans le même temps, il est convoqué pour disputer trois test-matchs avec l'Angleterre contre l'Australie, à domicile. Il réalise notamment une manche de 91 courses à Lord's. Suit une manche de 103 courses à The Oval mais Jackson ne participe pas à la troisième partie, à Old Trafford, préférant jouer avec le Yorkshire.
Jackson dispute tous les test-matchs des visites australiennes suivantes, en 1896 et en 1899. Il dispute sa seule saison complète avec le Yorkshire en 1898, année au cours de laquelle il accumule plus de 1 500 courses et 104 guichets en cricket « première classe ». Il est encore de l'équipe d'Angleterre qui affronte l'Australie en 1902. En 1905, il en est cette fois capitaine pour les cinq test-matchs face aux mêmes adversaires. Il remporte tous les tirages au sort, et les locaux gagnent la série 2-0. Jackson réussit à la fois la meilleure moyenne à la batte, environ 70, et la meilleure moyenne au lancer, 15,46, pour 492 courses et 13 guichets. Ses manches contre les Australiens incluent des totaux de 144 et 113 courses. Il arrête sa carrière sportive en 1907, sans avoir été capitaine du Yorkshire autrement qu'occasionnellement, à cause de la présence de Lord Hawke à la tête de l'équipe.

### Carrière militaire
Engagé dans la seconde guerre des Boers au sein du Royal Lancaster Regiment (en), Stanley Jackson est lieutenant-colonel à la tête d'un bataillon du West Yorkshire Regiment pendant la Première Guerre mondiale.

### Homme politique et dirigeant
Stanley Jackson est élu Membre du Parlement en 1915 dans la circonscription d'Howdenshire (en) pour le Parti conservateur. Il occupe le poste de président Marylebone Cricket Club en 1921. Secrétaire financier au ministère de la Guerre en 1922, il devient Chairman de son parti en 1923. Il quitte le Parlement en 1926 et, en 1927, devient Gouverneur du Bengale. À Calcutta, il est la cible d'une tentative d'assassinat par une étudiante indienne, Bina Das, essuyant cinq coups de feu. Rentré en Angleterre, sa maison est bombardée pendant la Seconde Guerre mondiale. Renversé par un taxi en 1946, il est blessé à la jambe droite. Il meurt le 9 mars 1947 à l'âge de 77 ans.

## Honneurs
- Chevalier grand commandeur de l'ordre de l'Étoile d'Inde (GCSI) en 1932[5]
- Chevalier grand commandeur de l'ordre de l'Empire des Indes (GCIE)[1]
- Chevalier de Justice ou de Grâce du très vénérable ordre de Saint-Jean (KStJ)
- Membre du Conseil privé du Royaume-Uni[1]
- Wisden Cricketer of the Year en 1894

## Bilan sportif

### Principales équipes
| Équipe                  | Test        |
| ----------------------- | ----------- |
| Angleterre              | 1894 - 1905 |
| Équipe                  | First-class |
| Université de Cambridge | 1890 - 1893 |
| Yorkshire               | 1890 - 1907 |

### Statistiques
Stanley Jackson dispute 20 test-matchs avec l'équipe d'Angleterre entre 1894 et 1905, cumulant 1415 courses à la moyenne de 48,79 et 24 guichets à la moyenne de 33,29. Toutes ces parties sont disputées à domicile, contre l'Australie, ses activités extra-sportives l'empêchant de partir en tournée, à l'exception d'un voyage en Inde en 1892-1893. En 309 parties catégorisées first-class, il totalise 15 901 courses à la moyenne de 33,83 et 774 guichets à la moyenne de 20,37, dont respectivement 10 405 et 506 pour le Yorkshire.